# Chiêm hậu sinh
Chiêm hậu sinh (占候生, Provincial Astrological Observer) là chức dịch ở Chiêm hậu ty, giữ việc xem thiên văn, trật Tòng cửu phẩm.
Thời Nguyễn, Chiêm hậu sinh là quan đứng đầu Chiêm hậu ty nếu Khâm thiên giám không đủ Linh đài lang để phân bổ tại cấp tỉnh.
Thời Thiệu trị 4 (1844), thăng Chánh cửu phẩm và chỉ dụ các tỉnh, nếu từ trước các tỉnh chỉ đặt một Linh đài lang, nay cho đặt thêm một Chánh cửu phẩm Chiêm hậu sinh.